# Ufficio per la tutela della cultura e della memoria della difesa
L'Ufficio per la tutela della cultura e della memoria della difesa, noto anche attraverso la sigla Onorcaduti, è una struttura del Ministero della difesa italiano che si occupa della ricerca e sistemazione dei caduti militari, della sorveglianza e gestione dei sepolcreti militari e delle zone monumentali italiani nonché della custodia della banca dati dei militari caduti e dispersi.

## Storia
L'ufficio fu istituito in una prima forma coi regi decreti del 13 aprile e del 19 maggio 1919 come Commissione per onorare la memoria del soldati d'Italia e dei paesi alleati morti in guerra presso il Ministero dell'interno; successivamente con Regio decreto del 24 agosto 1919 ne fu stabilita la composizione: un generale d'esercito in qualità di presidente, un senatore ed un deputato designati dai presidenti delle rispettive camere, il Presidente della Croce Rossa Italiana, un consigliere di Stato designato dal Presidente del Consiglio di Stato, il Presidente della Società di Solferino e San Martino, un membro del Consiglio superiore delle Belle arti designato dal presidente ed un rappresentante ciascuno per i Ministeri di Guerra, Marina e Tesoro oltre che un rappresentante delle associazioni dei mutilati di guerra. Il primo presidente della commissione fu il generale e Capo di stato maggiore dell'Esercito Armando Diaz. Obiettivo della commissione, nell'ambito del primo dopoguerra, era quello di fornire pareri sui progetti di legge e sulle norme generali concernenti prevalentemente la sepoltura dei militari e le convenzioni coi governi di altre nazioni.
Con decreto-legge del 29 gennaio 1920 fu quindi affidato al Ministero della guerra, tramite la sua Direzione centrale di sanità militare, il compito di procedere alla raccolta e sepoltura dei caduti militari; il 10 marzo successivo lo stesso Ministero istituì l'Ufficio centrale per la cura e le onoranze alle salme dei caduti (COSCG), con sede a Udine e deputato a rintracciare tombe isolate e cadaveri o resti di militari dispersi. Le operazioni di ricerca iniziarono nel maggio dello stesso anno, suddividendo il territorio di guerra in cinque zone (Brescia, Trento, Treviso, Udine e Gorizia), e portarono alla soppressione di 2263 piccoli cimiteri di guerra e alla costruzione di 64 nuovi cimiteri, rinvenendo un totale di circa 70000 salme abbandonate e 175000 sepolture improvvisate; furono inoltre ampliati diversi cimiteri civili, molti dei quali non più in grado di accogliere le salme dei numerosi militari deceduti nel primo conflitto mondiale. Nel 1922 con regio decreto legge del 29 ottobre furono dichiarate zone monumentali alcuni siti ritenuti fondamentali "fasti di gloria del teatro di guerra 1915-1918": Pasubio, Monte Grappa, Monte Sabotino e Monte San Michele, aprendo la strada ad una più sentita commemorazione della guerra e soprattutto "delle sue fattezze storiche" oltre che del "tormento, sacrificio e apoteosi" dei caduti militari.
Con l'avvento del Fascismo la celebrazione della guerra assunse un ruolo centrale sia sul piano dell'istruzione che sul piano urbanistico, con l'emanazione di una circolare del Ministero della pubblica istruzione in cui si invitano le scolaresche a creare in ogni città una strada o un parco della Rimembranza, dichiarati poi pubblici monumenti con la Legge 21 marzo 1926, n. 559.
Nel 1927 fu nominato, con la dicitura di Commissario straordinario per le onoranze ai caduti in guerra, il generale Giovanni Faracovi che elaborò un piano per la sistemazione definitiva delle salme dei caduti militari che fissava anche i principi a cui dovevano attenersi tutte le strutture destinate a questo tipo di sepolture. Il piano, presentato a Benito Mussolini nel 1930, prevedeva anche la possibilità di realizzare "grandi concentramenti di salme", andando a modificare la concezione dei cimiteri militari più come monumenti che non come semplici ossari.
Con Legge 12 giugno 1931, n. 877 fu istituita la figura del commissario per le onoranze ai caduti di guerra a capo di una apposita commissione (poi soppressa nel 1935, con l'arrivo del commissario generale straordinario), che rispondeva direttamente al Presidente del Consiglio dei ministri.
Nel 1951 fu posto alle dipendenze del Ministero della difesa, col compito di censire e dare sepoltura ai militari, militarizzati e civili deceduti in conseguenza dei due conflitti mondiali, nonché ai militari e ai civili deceduti in prigionia o in internamento dopo il 10 giugno 1940, i partigiani e i patrioti deceduti in conseguenza della guerra di liberazione dopo l’8 settembre 1943, ai civili deceduti dopo l’8 settembre 1943 quali ostaggi o per atti di rappresaglia, ai marittimi mercantili deceduti per fatto di guerra dal 10 giugno 1940 al 15 aprile 1946. Con l'avvento del 1985 le sue competenze passano anche ai caduti nelle colonie italiane d'Africa (dal 1889), nel Dodecaneso (tra il 1911 ed il 1913) e nella guerra civile spagnola. Con la legge 16 gennaio 2003, n. 3 sono inclusi anche gli italiani periti durante il Risorgimento (a decorrere dal 4 marzo 1848) e nel corso di missioni di pace oltre che delle salme dei combattenti della Repubblica Sociale Italiana e di eserciti stranieri (siano ex nemici o alleati) a cui non abbiano provveduto le nazioni di appartenenza, previo accordo con quest'ultima.

## Stemma
Lo stemma è composto da uno scudo sannitico azzurro (colore simbolo del valore militare, della fedeltà e dell'amore per la Patria) su cui è incastonato un rombo rosso (colore simbolo di audacia, coraggio e sacrificio) sul quale sono collocati in corrispondenza degli angoli i simboli delle Forze armate color oro: in alto la granata scoppiante a fiamma dritta (Esercito Italiano), a sinistra l'aquila turrita in volo spiegato (Aeronautica Militare), a destra l'ancora con la gomena attorcigliata (Marina Militare) e in basso la granata scoppiante con fiamma storta (Arma dei Carabinieri). Al centro è inserita la stella a cinque punte d'argento (che simboleggia l'appartenenza alle Forze armate) che funge da braciere per la fiamma eterna (simbolo di onore e memoria per i caduti).

## Attività
Onorcaduti si occupa della ricerca, del recupero (ed eventuale rimpatrio) e definitiva sistemazione dei caduti italiani oltre che della manutenzione e gestione dei cimiteri di guerra italiani esistenti sia in Italia che in altri paesi a cui si aggiungono i sepolcreti e le zone monumentali. L'ufficio si occupa inoltre della gestione e valorizzazione della banca dati dei caduti e dispersi in guerra oltre che dell'elenco dei caduti nelle Missioni militari internazionali di pace.
Tra i siti di maggiore importanza in Italia vi sono:
- Altare della Patria (Roma, Lazio)
- Ara pacis mundi (Medea, Friuli-Venezia Giulia)
- Mausoleo delle Fosse Ardeatine (Roma, Lazio)
- Cimitero militare di Aquileia (Aquileia, Friuli-Venezia Giulia)
- Ossario di Oslavia (Gorizia, Friuli-Venezia Giulia)
- Sacrario militare di Asiago (Asiago, Veneto)
- Sacrario del Montello (Nervesa della Battaglia, Veneto)
- Sacrario militare del Cimitero del Verano (Roma, Lazio)
- Sacrario militare dei caduti d'oltremare (Bari, Puglia)
- Sacrario militare di Castel Dante (Rovereto, Trentino-Alto Adige)
- Sacrario militare di Mignano Montelungo (Mignano Monte Lungo, Campania)
- Sacrario militare del monte Grappa (Pieve del Grappa, Veneto)
- Sacrario militare di Redipuglia (Fogliano Redipuglia, Friuli-Venezia Giulia)
- Sacrario militare del Tonale (Ponte di Legno, Lombardia)
- Tempio Nazionale Madonna del Conforto (Pozzuolo del Friuli, Friuli-Venezia Giulia)
- Tempio ossario di Timau (Paluzza, Friuli-Venezia Giulia)
- Tempio ossario di San Nicolò (Udine, Friuli-Venezia Giulia)

Al di fuori dell'Italia vi è, tra gli altri, il Sacrario militare italiano di El Alamein (Egitto).

## Capi
- Armando Diaz (24 agosto 1919 - 6 novembre 1927)
- Giovanni Faracovi (7 novembre 1927 - 9 gennaio 1934)
- Alberto Sordesco (10 gennaio 1934 - 14 febbraio 1935)
- Ugo Cei (15 febbraio 1935 - 31 maggio 1941)
- Augusto Grassi (1º giugno 1941 - 17 aprile 1945)
- Leonido Pacini (18 aprile 1945 - 15 maggio 1948)
- Siro Padda (16 maggio 1948 - 31 dicembre 1951)
- Francesco Verdoia (1º gennaio 1952 - 30 aprile 1954)
- Umberto Ricagno (1º maggio 1954 - 17 luglio 1964)
- Emiliano Scotti (20 gennaio 1965 - 27 febbraio 1969)
- Aldo Beolchini (28 febbraio 1969 - 10 giugno 1977)
- Pietro Tolomeo (11 giugno 1977 - 21 giugno 1984)
- Ferruccio Brandi (22 giugno 1984 - 9 novembre 1988)
- Vittorio Luzzi (10 novembre 1988 - 30 marzo 1989)
- Benito Gavazza (31 marzo 1989 - 2 febbraio 1996)
- Andrea Michele Lusa (1º marzo 1996 - 15 marzo 2001)
- Bruno Scandone (16 marzo 2001 - 14 marzo 2007)
- Vittorio Barbato (14 marzo 2007 - 31 dicembre 2012)
- Silvio Ghiselli (1º gennaio 2013 - 15 aprile 2014)
- Rosario Aiosa (16 aprile 2014 - 3 luglio 2017)
- Alessandro Veltri (24 luglio 2017 - 31 dicembre 2020)
- Gualtiero Mario de Cicco (1º gennaio 2021 - 31 dicembre 2022)
- Diego Paulet (dal 1º gennaio 2023 - 11 novembre 2024)
- Andrea Rispoli (dal 12 novembre 2024)